# Acer section
Acer section é uma espécie de árvore do gênero Acer, pertencente à família Aceraceae.